# هیدارد
هیدارد (به هلندی: Hidaard) یک منطقهٔ مسکونی در هلند است که در لیتنسرادیل واقع شده‌است. هیدارد ۱۳۰ نفر جمعیت دارد.